# Saïd Taghmaoui
Saïd Taghmaoui (Villepinte, Seine-Saint-Denis; 19 de julio de 1973) es un actor y guionista francés, más conocido por sus participaciones en cine.

## Biografía
Sus padres son inmigrantes marroquíes de ascendencia bereber. Habla cuatro idiomas: francés, inglés, italiano y árabe. Dejó la escuela para convertirse en boxeador y obtuvo un segundo lugar en su categoría de peso en Francia.

## Carrera
En 1995 se unió al elenco principal de la película El odio, donde interpretó al joven árabe Saïd. En 1999 apareció en la película Tres reyes, donde interpretó al capitán iraquí Saïd, quien captura y tortura al sargento Troy Barlow (Mark Wahlberg).
En 2003 apareció como invitado en un episodio de la serie The West Wing, donde interpretó al príncipe de Qumar, Umar Usef. En 2004 interpretó al príncipe Bin Al Reeh, el primo de Jazira (Zuleikha Robinson) quien desea casarse con ella por la fuerza en el filme Hidalgo. En 2008 apareció en la película Vantage Point donde dio vida a Sam Suarez, uno de los miembros del grupo que intenta asesinar al presidente Ashton (William Hurt) mientras este se encuentra en la plaza Mayor de Salamanca en España. Ese mismo año interpretó al capitán Mahmud, un terrorista palestino en la película Mogadischu. La película está basada en la historia verdadera del vuelo de Lufthansa 181, el cual fue secuestrado el 5 de septiembre de 1977 es secuestrado por el terrorista palestino Zohair Youssif Akache más conocido como "capitán Märtyrer Mahmud" que voló el avión a Somalía exigiendo la liberación de miembros de la "Fracción del Ejército Rojo" encarcelados en Berlín.
También apareció en la película Traitor, donde interpretó a Omar, un miembro de un grupo terrorista islámico radical conocido como "Nathir", encargados de atentados en España y Francia, y quienes planean un ataque a los Estados Unidos.
Dio vida a Barzan Ibrahim, uno de los medios hermanos de Saddam Hussein (Yigal Naor) y jefe de la Guardia Republicana iraquí en la miniserie House of Saddam.
En 2009 apareció como invitado en cuatro episodios de la serie estadounidense Lost, donde dio vida a Caesar, uno de los pasajeros a bordo del Vuelo 316 de Ajira Airways de Los Ángeles a Guam, el cual se estrella en la isla, Caesar es asesinado por Benjamin "Ben" Linus (Michael Emerson) después de que este le disparara. Ese mismo año apareció en la película G.I. Joe: The Rise of Cobra, donde interpretó al G.I. Joe Abel "Breaker" Shaz, el especialista en comunicaciones y hacker del equipo.
En 2011 interpretó a Ela-Shan, un ladrón, que paga su deuda ayudando a Conan (Jason Momoa) a entrar al castillo de Khalar Zym (Stephen Lang) para salvar a Tamara (Rachel Nichols) en la película Conan the Barbarian. En 2012 apareció como invitado en la serie Strike Back: Vengeance donde dio vida a Othmani, un hombre con el que la comandante Rachel Dalton (Rhona Mitra) tiene un romance mientras trabajaba en inteligencia, y cuyo hermano El Soldat (Farid Elouardi), es buscado por terrorismo. Othmani se suicida detonando unas bombas para matar a El Soldat. En 2013 interpretó al jeque de Irv en la película American Hustle, también se unió al elenco de la segunda temporada de la serie Touch, donde interpretó a Guillermo Ortiz, un sacerdote convertido en asesino con el objetivo de matar a las 36 personas justas, sin embargo termina con su vida después de ser acorralado por Martin Bohm (Kiefer Sutherland).
En 2014 se unió al elenco de la primera temporada de la miniserie The Missing donde interpretó a Khalid Ziane, un policía corrupto que recurre a la violencia para cubrir sus acciones. En 2016 se unió al elenco de la película The Infiltrator, donde dio vida a Amjad Awan.

## Filmografía

### Películas
| Año  | Título                            | Personaje      | Notas |
| ---- | --------------------------------- | -------------- | --- |
| 1995 | El odio                           | Saïd           | Junto a Vincent Cassel, Hubert Koundé, Marc Duret, Benoît Magimel y Abdel Ahmed Ghili |
| 1999 | Tres reyes                        | Capitán Saïd   | Junto a George Clooney, Mark Wahlberg, Ice Cube, Spike Jonze, Cliff Curtis y Nora Dunn |
| 2000 | Room to Rent                      | Ali            | Junto a Juliette Lewis, Anna Massey, Rupert Graves, Adam El Hagar y Flaminia Cinque |
| 2000 | Ali Zaoua, prince de la rue       | Dib            | Junto a Mounïm Kbab, Mustapha Hansali, Hicham Moussoune, Abdelhak Zhayra y Amal Ayouch |
| 2001 | Absolument fabuleux               | Manu           | Junto a Josiane Balasko, Nathalie Baye, Vincent Elbaz, Yves Rénier y Estelle Lefébure |
| 2003 | Crime Spree                       | Sami Zerhouni  | Junto a Gérard Depardieu, Harvey Keitel, Johnny Hallyday, Stéphane Freiss y Shawn Lawrence                                                                                                 |

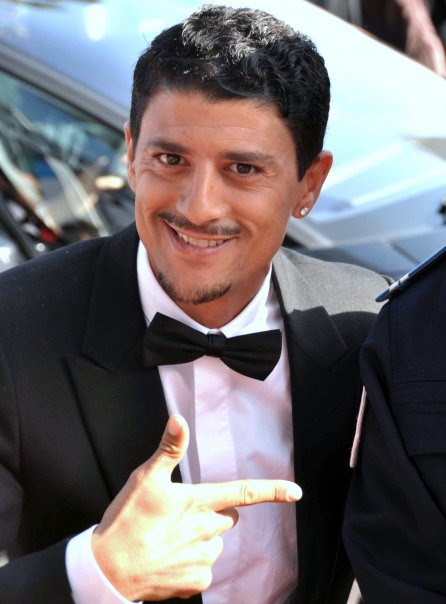
Saïd Taghmaoui en el festival de Cannes.

| 2004 | I Heart Huckabees                 | Traductor      | Junto a Jason Schwartzman, Dustin Hoffman, Lily Tomlin, Jude Law, Naomi Watts, Mark Wahlberg y Isabelle Huppert                                                                            |
| 2004 | Hidalgo                           | Bin Al Reeh    | Junto a Viggo Mortensen, Zuleikha Robinson, Omar Sharif, Louise Lombard, Adam Alexi-Malle y J.K. Simmons                                                                                   |
| 2004 | Spartan                           | Tariq Asani    | Junto a Tia Texada, Derek Luke, Val Kilmer, Jeremie Campbell, Bob Jennings, Johnny Messner, Clark Gregg y Steven Culp                                                                      |
| 2007 | The Kite Runner                   | Farid          | Junto a Khalid Abdalla, Atossa Leoni, Shaun Toub, Zekeria Ebrahimi, Ahmad Khan Mahmoodzada y Homayoun Ershadi                                                                              |
| 2008 | Mogadischu                        | Capitán Mahmud | Junto a Thomas Kretschmann, Nadja Uhl, Herbert Knaup, Jürgen Tarrach, Christian Berkel, Simon Verhoeven y Franz Dinda                                                                      |
| 2008 | Traitor                           | Omar           | Junto a Guy Pearce, Don Cheadle, Neal McDonough, Alyy Khan, Raad Rawi, Paulino Nunes y Archie Panjabi                                                                                      |
| 2008 | Vantage Point                     | Sam Suárez     | Junto a Dennis Quaid, William Hurt, Matthew Fox, Forest Whitaker, Édgar Ramírez, Eduardo Noriega y Ayelet Zurer                                                                            |
| 2009 | G.I. Joe: The Rise of Cobra       | Breaker        | Junto a Channing Tatum, Marlon Wayans, Byung-hun Lee, Sienna Miller, Ray Park, Rachel Nichols y Joseph Gordon-Levitt                                                                       |
| 2009 | Linear                            | Oficial Biker  | Junto a Marta Barrio, Lizzie Brocheré, Janina Washington, Sandra De Sousa y Eva Tecedeiro                                                                                                  |
| 2011 | Conan the Barbarian               | Ela-Shan       | junto a Jason Momoa, Rachel Nichols, Stephen Lang, Rose McGowan, Ron Perlman, Bob Sapp y Leo Howard                                                                                        |
| 2013 | American Hustle                   | Jeque de Irv   | Junto a Christian Bale, Amy Adams, Bradley Cooper, Jennifer Lawrence, Jeremy Renner y Robert De Niro                                                                                       |
| 2014 | Skrillex: F. That                 | -              | Cortometraje - junto a Ouidad Elma |
| 2015 | For All Eyes Always               | Iskandar Yasin | Junto a Sean Astin, Joseph Gatt, Chasty Ballesteros, Lynn Whitfield, Alexie Gilmore y Fernanda Romero                                                                                      |
| 2015 | La nuit est faite pour dormir     | Hassan         | Cortometraje - junto a Nassim Si Ahmed, Adel Bencherif, Nicolas Marié y Affif Ben Badra |
| 2016 | The Infiltrator                   | Amjad Awan     | Junto a Bryan Cranston, John Leguizamo, Diane Kruger, Amy Ryan, Joseph Gilgun, Benjamin Bratt y Jason Isaacs                                                                               |
| 2017 | Wonder Woman                      | Sameer         | Junto a Gal Gadot, Chris Pine, Connie Nielsen, Robin Wright, Danny Huston, David Thewlis, Ewen Bremner, Eugene Brave Rock y Elena Anaya                                                    |
| 2019 | John Wick: Chapter 3 - Parabellum | Elder          | junto a Keanu Reeves, Halle Berry, Ian McShane, Ruby Rose, Common, Lance Reddick, Laurence Fishburne, Hiroyuki Sanada, Jason Mantzoukas, Anjelica Huston, Boban Marjanović y Mark Dacascos |
| 2023 | The Family Plan                   | Augie          | junto a Mark Wahlberg, Michelle Monaghan, Zoe Colletti, Van Crosby, Maggie Q y Ciarán Hinds                                                                                                |

### Series de televisión
| Año  | Serie                                         | Personaje         | Notas                          |
| ---- | --------------------------------------------- | ----------------- | ------------------------------ |
| 1994 | Tous les garçons et les filles de leur âge... | Paul              | episodio "Frères"              |
| 1995 | L'éducateur                                   | Momo              | episodio "Trop libre pour toi" |
| 1995 | C'est mon histoire                            | -                 | episodio "Soif d'en sortir"    |
| 2003 | The West Wing                                 | Umar Usef         | episodio "The Dogs of War"     |
| 2006 | Sleeper Cell                                  | Hamid             | 3 episodios                    |
| 2007 | Suspectes                                     | Stanislas Lamérat | 8 episodios - miniserie        |
| 2008 | House of Saddam                               | Barzan Ibrahim    | episodio # 1.1 - miniserie     |
| 2008 | Duval et Moretti                              | Tarek             | episodio "Le frère de Moretti" |
| 2009 | Lost                                          | Caesar            | 4 episodios                    |
| 2012 | Strike Back: Vengeance                        | Othmani           | 2 episodios                    |
| 2013 | Touch                                         | Guillermo Ortiz   | 10 episodios                   |
| 2014 | The Missing                                   | Khalid Ziane      | 8 episodios - miniserie        |

### Apariciones
| Año  | Título                                        | Personaje  | Notas      |
| ---- | --------------------------------------------- | ---------- | ---------- |
| 2000 | Under the Bunker: On the Set of 'Three Kings' | Capt. Saïd | documental |
| 2008 | Irak-Afganistán, la guerra llega al cine      | Capt. Saïd | documental |

### Narrador
| Año  | Título                              | Notas      |
| ---- | ----------------------------------- | ---------- |
| 2010 | La blessure: la tragédie des Harkis | documental |

## Premios y nominaciones
| Año  | Categoría                     | Premio            | Películas                   | Resultado |
| ---- | ----------------------------- | ----------------- | --------------------------- | --------- |
| 1996 | Most Promising Actor          | César Award       | El odio                     | Nominado  |
| 2000 | Best Feature                  | Art of Film Award | Ali Zaoua, prince de la rue | Ganador   |
| 2008 | Best Breakthrough Performance | Black Reel Award  | Traitor                     | Nominado  |